# Кособ
Кособ — село в Тляратинском районе Дагестана. Административный центр сельского поселения сельсовет Кособский.

## География
Расположено в 17 км к северо-востоку от районного центра — села Тлярата, на левом берегу реки Аварское Койсу.

## Население
| 1869 | 1888 | 1895 | 1926 | 1939 | 1970 | 1989 |
| ---- | ---- | ---- | ---- | ---- | ---- | ---- |
| 77   | ↘72  | ↗75  | ↘55  | ↗112 | ↗134 | ↘132 |
| 2002 | 2010 | 2021 |      |      |      |      |
| ↗195 | ↗244 | ↘230 |      |      |      |      |